# Williamson County (Tennessee)
Williamson County je okres ve státě Tennessee ve Spojených státech amerických. K roku 2020 zde žilo 247 726 obyvatel. Správním městem okresu je Franklin. Celková rozloha okresu činí 1510 km². Jméno získal okres podle politika Hugha Williamsona, jednoho ze signatářů americké Ústavy. 

## Sousední okresy
| Růžice kompasu | Dickson County Cheathem County | Davidson County |                   | Růžice kompasu |
| Růžice kompasu |                                | Sever           | Rutherford County | Růžice kompasu |
| Růžice kompasu | Williamson County (Tennessee)  |                 | Rutherford County | Růžice kompasu |
| Růžice kompasu | Jih                            |                 | Rutherford County | Růžice kompasu |
| Růžice kompasu | Hickman County                 | Maury County    | Marshall County   | Růžice kompasu |